# Representation (lingvistik)
Med representation som ett lingvistiskt begrepp avses en avbildning av den syntaktiska eller semantiska strukturen hos (vanligen) en fras eller en sats.
Syntaktisk representation har ofta formen av ett träddiagram. Två typer finns: i den ena typen (frasstrukturgrammatik) motsvaras noderna av fraser, i den andra (dependensgrammatik) motsvaras noderna av ord. De linjer som förbinder noderna anger i första fallet konstituens (relationen "består av", "uppdelas i"), i andra fallet dependens (relationen "är avhängig av").
För semantisk representation används vanligen en friare form av graf (nätverk). Noderna kan motsvara språktecken eller rena semantiska enheter (semer). Även en linjär representation, liknande den som används i logik, förekommer. I dessa används parenteser eller klamrar som markörer för bland annat konstituentgränser.